# Printemps du cinéma

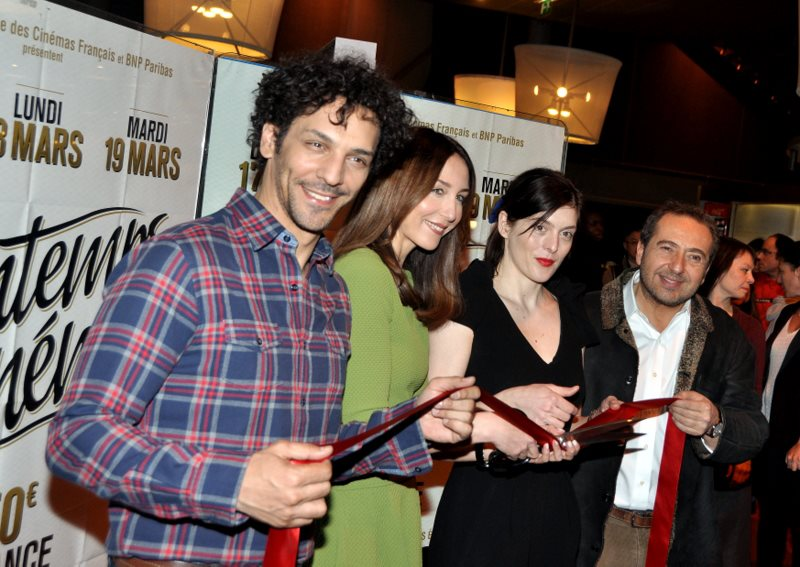
Tomer Sisley, Elsa Zylberstein, Valérie Donzelli et Patrick Timsit lors de l'ouverture du printemps du cinéma 2013, à Paris.

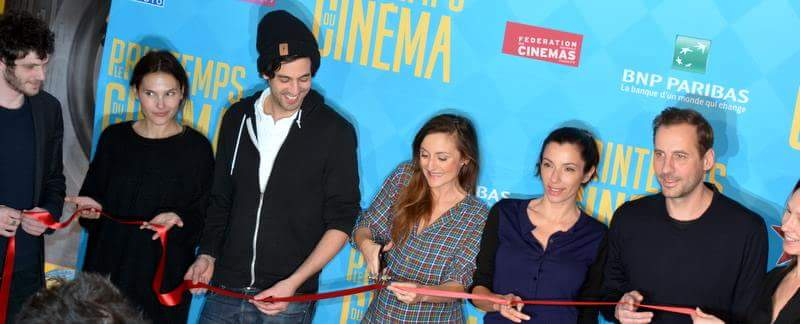
Félix Moati, Virginie Ledoyen, Max Boublil, Camille Chamoux, Aure Atika, Fred Testot et Emmanuelle Bercot lors de l'ouverture de l'édition 2015.

Le Printemps du cinéma est une opération se déroulant chaque année en France depuis 2000, organisée au début du printemps par la Fédération nationale des cinémas français (FNCF), et qui consiste, trois jours durant (un dimanche, un lundi, et un mardi consécutifs), à offrir les entrées de cinéma à un tarif réduit, identique quelles que soient la salle et la séance.
Une autre opération du même genre est organisée chaque année par la FNCF, une troisième a été arrêtée en 2009 :
- depuis 1985 : la Fête du cinéma, au début de l'été (fin juin).
- de 2004 à 2009 : la Rentrée du cinéma, à la rentrée en septembre.

## Éditions
| Édition | Année | Dates (en mars)                                                                      | Montant du tarif réduit                                                              | Nombre d'entrées vendues                                                             | Les trois premiers films du box-office hebdomadaire                                  | Box-office hebdomadaire                                                              |
| ------- | ----- | ------------------------------------------------------------------------------------ | ------------------------------------------------------------------------------------ | ------------------------------------------------------------------------------------ | ------------------------------------------------------------------------------------ | ------------------------------------------------------------------------------------ |
| 1re     | 2000  | 19, 20, 21                                                                           | 20 F (3,05 €)                                                                        | 2,3 millions                                                                         | Le Goût des autres, La Ligne verte, Le Libertin                                      | 3 879 109 entrées                                                                    |
| 2e      | 2001  | 25, 26, 27                                                                           | 20 F (3,05 €)                                                                        | 2,5 millions                                                                         | L'Exorciste (version intégrale), Stalingrad, Traffic                                 | 3 757 774 entrées                                                                    |
| 3e      | 2002  | 17, 18, 19                                                                           | 3,00 €                                                                               | 2,1 millions                                                                         | Astérix et Obélix : Mission Cléopâtre, Monsieur Batignole, Amen.                     | 3 275 213 entrées                                                                    |
| 4e      | 2003  | 16, 17, 18                                                                           | 3,00 €                                                                               | 2,5 millions                                                                         | 8 Mile, Coup de foudre à Manhattan, Arrête-moi si tu peux                            | 3 533 542 entrées                                                                    |
| 5e      | 2004  | 14, 15, 16                                                                           | 3,50 €                                                                               | 2,5 millions                                                                         | Polly et moi, Une vie à t'attendre, Malabar Princess                                 | 3 951 200 entrées                                                                    |
| 6e      | 2005  | 20, 21, 22                                                                           | 3,50 €                                                                               | 2,2 millions                                                                         | Hitch, expert en séduction, Tout pour plaire, Boudu                                  | 3 566 632 entrées                                                                    |
| 7e      | 2006  | 19, 20, 21                                                                           | 3,50 €                                                                               | 2,6 millions                                                                         | Du jour au lendemain, Essaye-moi, Underworld 2                                       | 3 911 920 entrées                                                                    |
| 8e      | 2007  | 18, 19, 20                                                                           | 3,50 €                                                                               | 2,6 millions                                                                         | La Môme, La Cité interdite, Le Come-Back                                             | 4 067 480 entrées                                                                    |
| 9e      | 2008  | 16, 17, 18                                                                           | 3,50 €                                                                               | 3,5 millions                                                                         | Bienvenue chez les Ch'tis, 10 000, MR 73                                             | 6 777 052 entrées                                                                    |
| 10e     | 2009  | 22, 23, 24                                                                           | 3,50 €                                                                               | 2,8 millions                                                                         | Coco, Gran Torino, Welcome                                                           | 4 695 942 entrées                                                                    |
| 11e     | 2010  | 21, 22, 23                                                                           | 3,50 €                                                                               | 2,8 millions                                                                         | L'Arnacœur, La Rafle, Shutter Island                                                 | 4 620 038 entrées                                                                    |
| 12e     | 2011  | 20, 21, 22                                                                           | 3,50 €                                                                               | 2 millions                                                                           | Ma part du gâteau, World Invasion: Battle Los Angeles, Le Rite                       | 3 728 578 entrées                                                                    |
| 13e     | 2012  | 18, 19, 20                                                                           | 3,50 €                                                                               | 2,5 millions                                                                         | Cloclo, Projet X, Les Infidèles                                                      | 4 332 733 entrées                                                                    |
| 14e     | 2013  | 17, 18, 19                                                                           | 3,50 €                                                                               | 2,6 millions                                                                         | Le Monde fantastique d'Oz, Jappeloup, 20 ans d'écart                                 | 4 882 185 entrées                                                                    |
| 15e     | 2014  | 16, 17, 18                                                                           | 3,50 €                                                                               | 2,6 millions                                                                         | Fiston, Supercondriaque, Monuments Men                                               | 5 101 990 entrées                                                                    |
| 16e     | 2015  | 22, 23, 24                                                                           | 3,50 €                                                                               | 2,6 millions                                                                         | Divergente 2 : L'Insurrection, Un homme idéal, American Sniper                       | 4 377 722 entrées                                                                    |
| 17e     | 2016  | 20, 21, 22                                                                           | 4,00 €                                                                               | 2,2 millions                                                                         | Divergente 3 : Au-delà du mur, The Revenant, Zootopie                                | 4 015 332 entrées                                                                    |
| 18e     | 2017  | 19, 20, 21                                                                           | 4,00 €                                                                               | 2,8 millions                                                                         | Kong: Skull Island, Logan, Alibi.com                                                 | 4 175 533 entrées                                                                    |
| 19e     | 2018  | 18, 19, 20                                                                           | 4,00 €                                                                               | 3,15 millions                                                                        | Tout le monde debout, La Ch'tite Famille, Tomb Raider                                | 4 845 113 entrées                                                                    |
| 20e     | 2019  | 17, 18, 19                                                                           | 4,00 €                                                                               | 3,02 millions                                                                        | Captain Marvel, Rebelles, Dragon Ball Super: Broly                                   | 4 737 771 entrées                                                                    |
|         | 2020  | Annulées du fait de la pandémie de Covid-19 et de la fermeture des salles de cinéma. | Annulées du fait de la pandémie de Covid-19 et de la fermeture des salles de cinéma. | Annulées du fait de la pandémie de Covid-19 et de la fermeture des salles de cinéma. | Annulées du fait de la pandémie de Covid-19 et de la fermeture des salles de cinéma. | Annulées du fait de la pandémie de Covid-19 et de la fermeture des salles de cinéma. |
| 2021    |       | Annulées du fait de la pandémie de Covid-19 et de la fermeture des salles de cinéma. | Annulées du fait de la pandémie de Covid-19 et de la fermeture des salles de cinéma. | Annulées du fait de la pandémie de Covid-19 et de la fermeture des salles de cinéma. | Annulées du fait de la pandémie de Covid-19 et de la fermeture des salles de cinéma. | Annulées du fait de la pandémie de Covid-19 et de la fermeture des salles de cinéma. |
| 21e     | 2022  | 20, 21, 22                                                                           | 4,00 €                                                                               | 2,1 millions                                                                         | The Batman, Notre-Dame brûle, Jujutsu Kaisen 0                                       | 3 405 230 entrées                                                                    |
| 22e     | 2023  | 19, 20, 21                                                                           | 5,00 €                                                                               | 2,35 millions                                                                        | Creed III, Scream VI, Mon crime                                                      | 3 626 531 entrées                                                                    |
| 23e     | 2024  | 24, 25, 26                                                                           | 5,00 €                                                                               | 1,7 million                                                                          | Dune : Deuxième partie, Une vie, Heureux gagnants                                    | 2 392 681 entrées                                                                    |
| 24e     | 2025  | 23, 24, 25                                                                           | 5,00 €                                                                               | 2,2 millions                                                                         |                                                                                      |                                                                                      |
| Total   | Total | Total                                                                                | Total                                                                                | 56,3 millions                                                                        |                                                                                      |                                                                                      |

## Fréquentation durant les cinq ans avant la création du Printemps du cinéma
| Année | Période (en mars)   | Les trois premiers films du box-office hebdomadaire                   | Box-office hebdomadaire |
| ----- | ------------------- | --------------------------------------------------------------------- | ----------------------- |
| 1999  | semaine du 17 au 23 | Belle-maman, Les Enfants du marais, Shakespeare in Love               | 2 667 507 entrées       |
| 1998  | semaine du 18 au 24 | Titanic, Les Couloirs du temps : Les Visiteurs 2, Le Témoin du mal    | 2 864 889 entrées       |
| 1997  | semaine du 12 au 18 | La Guerre des étoiles (spéciale édition), Mars Attacks!, Lucie Aubrac | 2 980 856 entrées       |
| 1996  | semaine du 13 au 19 | Casino, L'Armée des douze singes, Heat                                | 2 673 637 entrées       |
| 1995  | semaine du 15 au 21 | Une femme française, Gazon maudit, Nell                               | 2 292 767 entrées       |